# Pivot (Album)
Pivot, Angelpunkt in der französischen Sprache, ist ein Jazzalbum von Michael Musillami und Mario Pavone. Die 2002 entstandenen Aufnahmen erschienen am 3. Dezember 2002 auf dem Label Playscape Recordings.

## Hintergrund
Pivot war nach Motion Poetry (2000) und Op Ed (2001, beide mit Peter Madsen (Piano) und Michael Sarin am Schlagzeug) das dritte Album, das in der Zusammenarbeit des Gitarristen Michael Musillami (Gitarre) mit dem Bassisten Mario Pavone entstand; zu den weiteren Musikern gehörten der Holzbläser George Sovak, der Posaunist Art Baron und George Schuller am Schlagzeug. Sovak war bereits 1988 zusammen mit Mario Pavone und Michael Musillami aufgetreten (Motation: Live at the Hillside).

## Titelliste
- Michael Musillami, Mario Pavone: Pivot (Playscape Recordings PSR#J121001)[2]
  1. Swedish Fish (Michael Musillami), 4:42
  2. Sequence, 6:18
  3. Bella at Six, 7:05
  4. Drop Op, 3:32
  5. Picot (Michael Musillami), 4:11
  6. Halos, 2:00
  7. Trio, 2:49
  8. En Tandem (Michael Musillami), 4:23
  9. Parallels (Michael Musillami, Mario Pavone), 5:31
  10. Swedish Fish Anthem (Michael Musillami), 1:00
- Sofern nicht anders angegeben, stammen alle Kompositionen von Mario Pavone.

## Rezeption
Ron Wynn schrieb in JazzTimes, auf Pivot werde ein enorm hohes Maß an Musikalität präsentiert. Die Musik habe auch Zusammenhalt und ein Flair, das eher eine echte Band als eine zufällige All-Star-Session widerspiegeln würde, hauptsächlich aufgrund der hervorragenden Rhythmusgruppe aus dem Bandleader und dem Schlagzeuger George Schuller. Sie füllten nicht nur den Raum hinter der Front aus; sie würden zu einer starken und existentiellen Grundlage für die anderen Spieler beitragen. Obwohl in der Session ein kollektiver Ansatz betont wird, demonstrierten Spieler wie der Multisaxophonist George Sovak, der Posaunist Art Baron und der Gitarrist Michael Musillami ihre beeindruckenden Fähigkeiten. Barons flüssiges, gummiartiges Spiel sei eine Bereicherung, egal ob er sich mit Sovak vermische oder seine eigenen scharfen Momente hinzufüge. Musillami habe einen anmutigen, leichten Ansatz und verzichte hier auf den „Maschinengewehr-Notenmodus“.

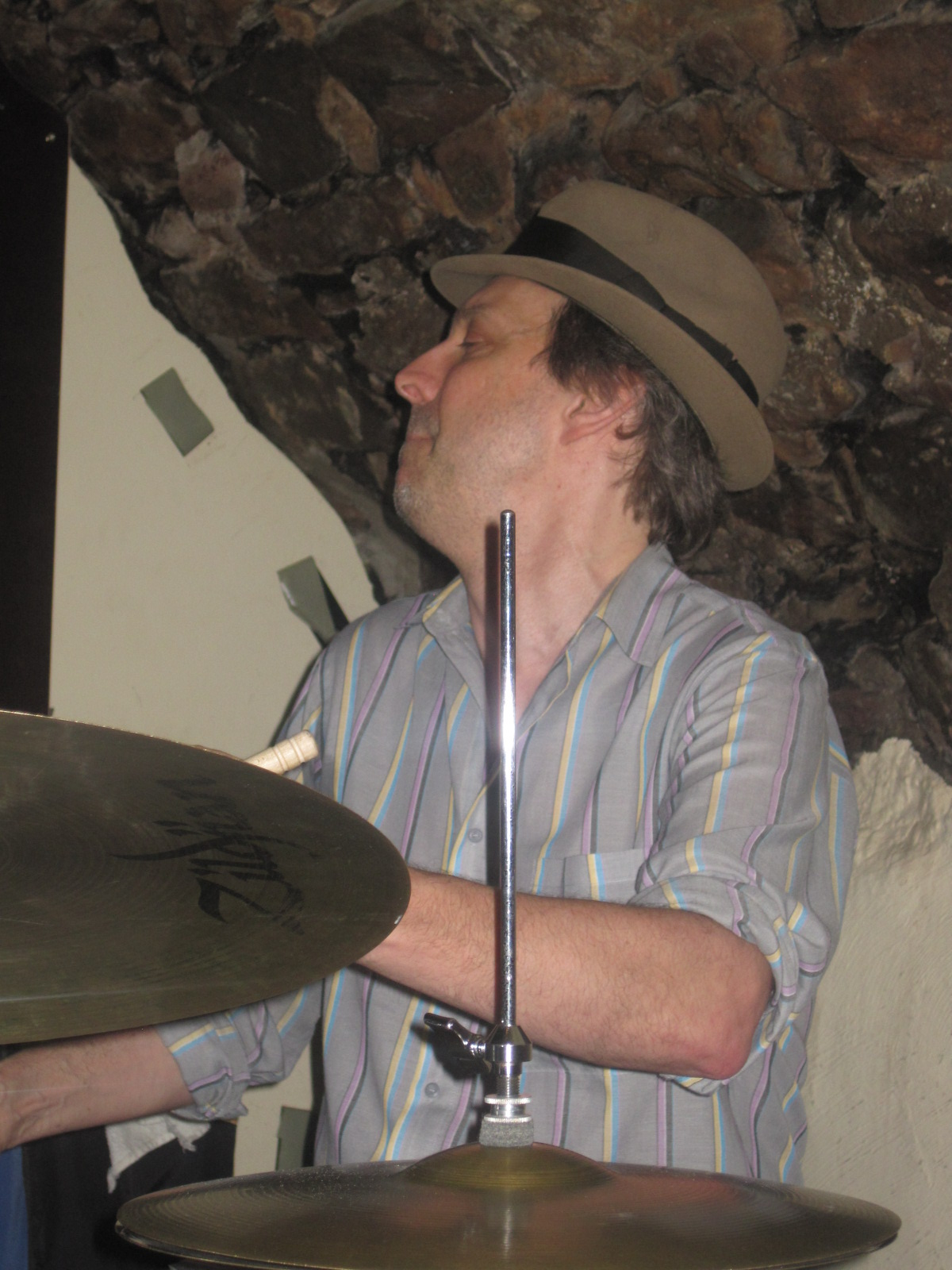
George Schuller, 2012

Glenn Astarita verlieh dem Album in Allmusic drei Sterne und schrieb, Pavones dröhnende, akustische Basslinien böten einen starken und dennoch geschmeidigen Rahmen für Musillamis E-Gitarren-Voicings. Ansonsten würde die Bläsergruppe die Akzente und Betonung der rhythmischen Bewegungen sorgen, während der Gitarrist schlanke, jazzige Single-Note-Läufe mit geschickt ausgeführten Akkordfolgen verbinde. Die meisten dieser Tracks zeigten eine Vielzahl von Drehungen, Wendungen und Impulsen.